# 38.º governo republicano (Portugal)

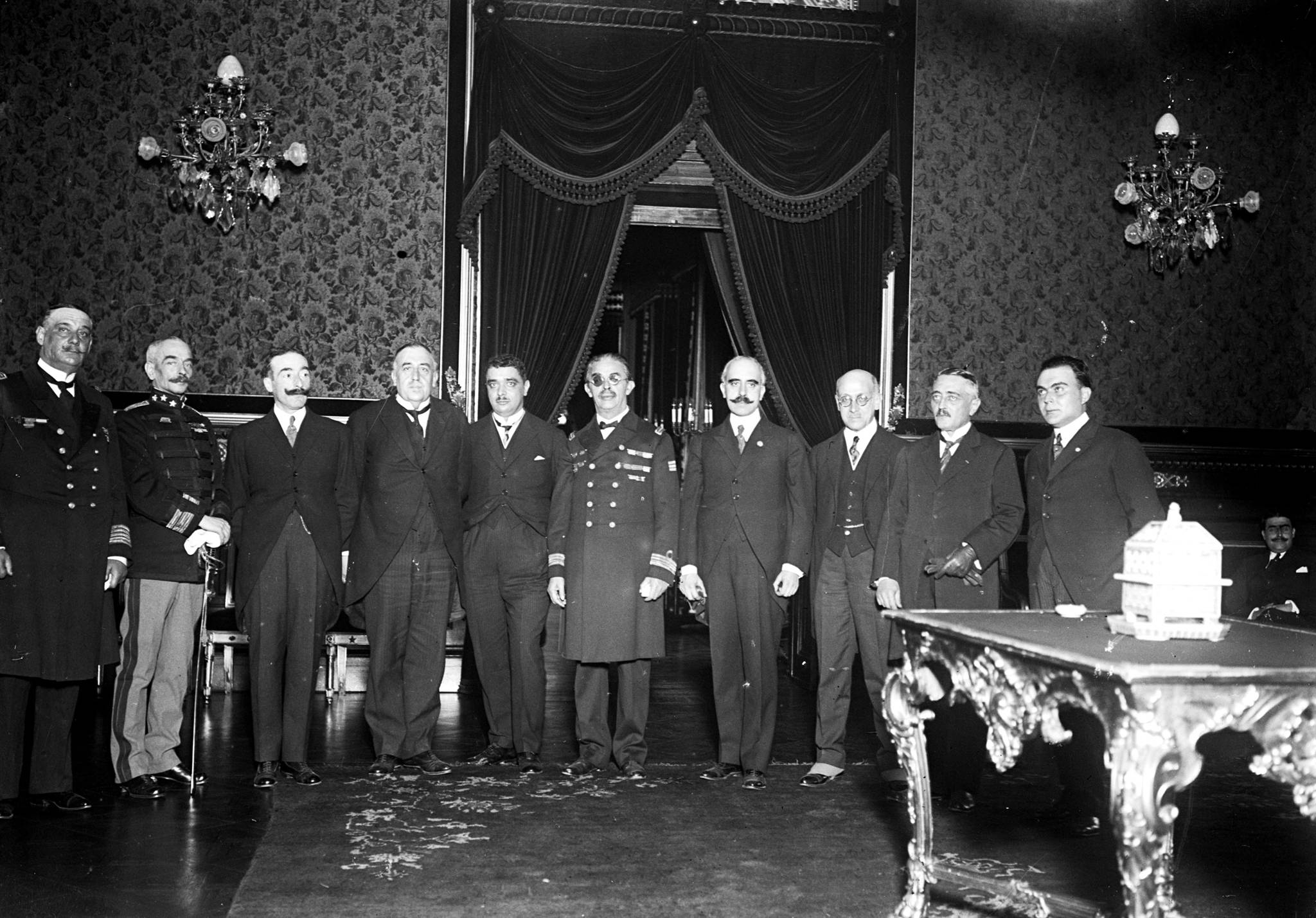
O 38.º governo republicano.

O 38.º governo da Primeira República Portuguesa nomeado a 15 de novembro de 1923 e exonerado a 18 de dezembro do mesmo ano, foi liderado por António Ginestal Machado.
A sua constituição era a seguinte:
| Cargo                               | Detentor | Detentor                                  | Período                                         |
| ----------------------------------- | -------- | ----------------------------------------- | ----------------------------------------------- |
| Presidente do Ministério            |          | António Ginestal Machado (1874–1940)      | 15 de novembro de 1923 a 18 de dezembro de 1923 |
| Ministro do Interior                |          | António Ginestal Machado (1874–1940)      | 15 de novembro de 1923 a 18 de dezembro de 1923 |
| Ministro da Justiça e dos Cultos    |          | Artur Lopes Cardoso (1881–1968)           | 15 de novembro de 1923 a 18 de dezembro de 1923 |
| Ministro das Finanças               |          | Francisco da Cunha Leal (1888–1970)       | 15 de novembro de 1923 a 18 de dezembro de 1923 |
| Ministro da Guerra                  |          | Óscar Carmona (1869–1951)                 | 15 de novembro de 1923 a 18 de dezembro de 1923 |
| Ministro da Marinha                 |          | Joaquim Júdice Bicker (1867–1926)         | 15 de novembro de 1923 a 18 de dezembro de 1923 |
| Ministro dos Negócios Estrangeiros  |          | Júlio Dantas (1876–1962)                  | 15 de novembro de 1923 a 18 de dezembro de 1923 |
| Ministro do Comércio e Comunicações |          | Pedro Pita (1891–1974)                    | 15 de novembro de 1923 a 18 de dezembro de 1923 |
| Ministro das Colónias               |          | António Vicente Ferreira (1874–1953)      | 15 de novembro de 1923 a 18 de dezembro de 1923 |
| Ministro da Instrução Pública       |          | Manuel de Melo e Simas (1870–1934)        | 15 de novembro de 1923 a 18 de dezembro de 1923 |
| Ministro do Trabalho                |          | Pedro Pita (interino) (1891–1974)         | 15 de novembro de 1923 a 18 de dezembro de 1923 |
| Ministro da Agricultura             |          | Alexandre de Vasconcelos e Sá (1872–1929) | 15 de novembro de 1923 a 18 de dezembro de 1923 |